# Aurivilliola palpalis
Aurivilliola palpalis is een hooiwagen uit de familie Sclerosomatidae. De wetenschappelijke naam van Aurivilliola palpalis gaat terug op Roewer.